# شام وینگز ایرلاینز
شام وینگز ایرلاینز (به انگلیسی: Cham Wings Airlines) یک شرکت هواپیمایی با کد یاتا 6Q است که در تاریخ ۲۰۰۷ میلادی تأسیس شده است. دفتر مرکزی شام وینگز ایرلاینز در دمشق، سوریه واقع شده‌است و قطب این شرکت هواپیمایی در فرودگاه بین‌المللی دمشق قرار دارد و به ۱۲ مقصد، پرواز مستقیم انجام می‌دهد.

## مقصدهای پروازی
مقصدهای پروازی شام وینگز ایرلاینز به شرح زیر است (مارس ۲۰۱۶):
- سوریه
  - دمشق - فرودگاه بین‌المللی دمشق - قطب
  - قامشلی - فرودگاه قامشلی
  - لاذقیه - فرودگاه بین‌المللی باسل الاسد
- لبنان
  - بیروت - فرودگاه بین‌المللی رفیق حریری بیروت
- کویت
  - کویت - فرودگاه بین‌المللی کویت
- عراق
  - بغداد - فرودگاه بین‌المللی بغداد
  - نجف - فرودگاه بین‌المللی نجف
- عمان
  - مسقط - فرودگاه بین‌المللی مسقط
- سودان
  - خارطوم - فرودگاه بین‌المللی خرطوم
- ایران
  - تهران - فرودگاه بین‌المللی امام خمینی